# Edifício Berlaymont
O Edifício Berlaymont (pronúncia em francês: [bɛʁlɛmɔ̃]) é a sede da Comissão Europeia, o órgão executivo da União Europeia, localizada em Bruxelas, Bélgica. Aí situam-se o gabinete do presidente e os respetivos gabinetes dos vinte e oito comissários.

## História
O edifício foi construído durante a década de 1960, a fim de acolher a sede da Comissão Europeia. O Estado belga intencionava alojar o edifício o mais próximo possível do centro da cidade, pelo que teve de comprar um terreno de dois hectares na parte final da "Rua da Lei". Este prédio pertencia até então ao convento das "Dames du Berlaymont", de onde provém o seu nome atual.
Nesse terreno construiu-se o edifício, do arquiteto Lucien de Vestel, sobre a base de uma cruz de lados desiguais, cuja superfície construída soma 240.000 m² repartidos em 16 níveis, destinados a alojar a mais de 3.000 funcionários. Os primeiros inquilinos chegaram em 1967, porém teve-se que desalojar o edifício em 1991, já que a construção continha asbesto, uma sustância tóxica.
Mais tarde, foi renovado sob a direção do arquiteto Pierre Lallemand e voltou a acolher a Comissão desde 2004. Entretanto, o Estado Belga, que era proprietário do imóvel, vendeu-o à União Europeia por 560 milhões de euros.

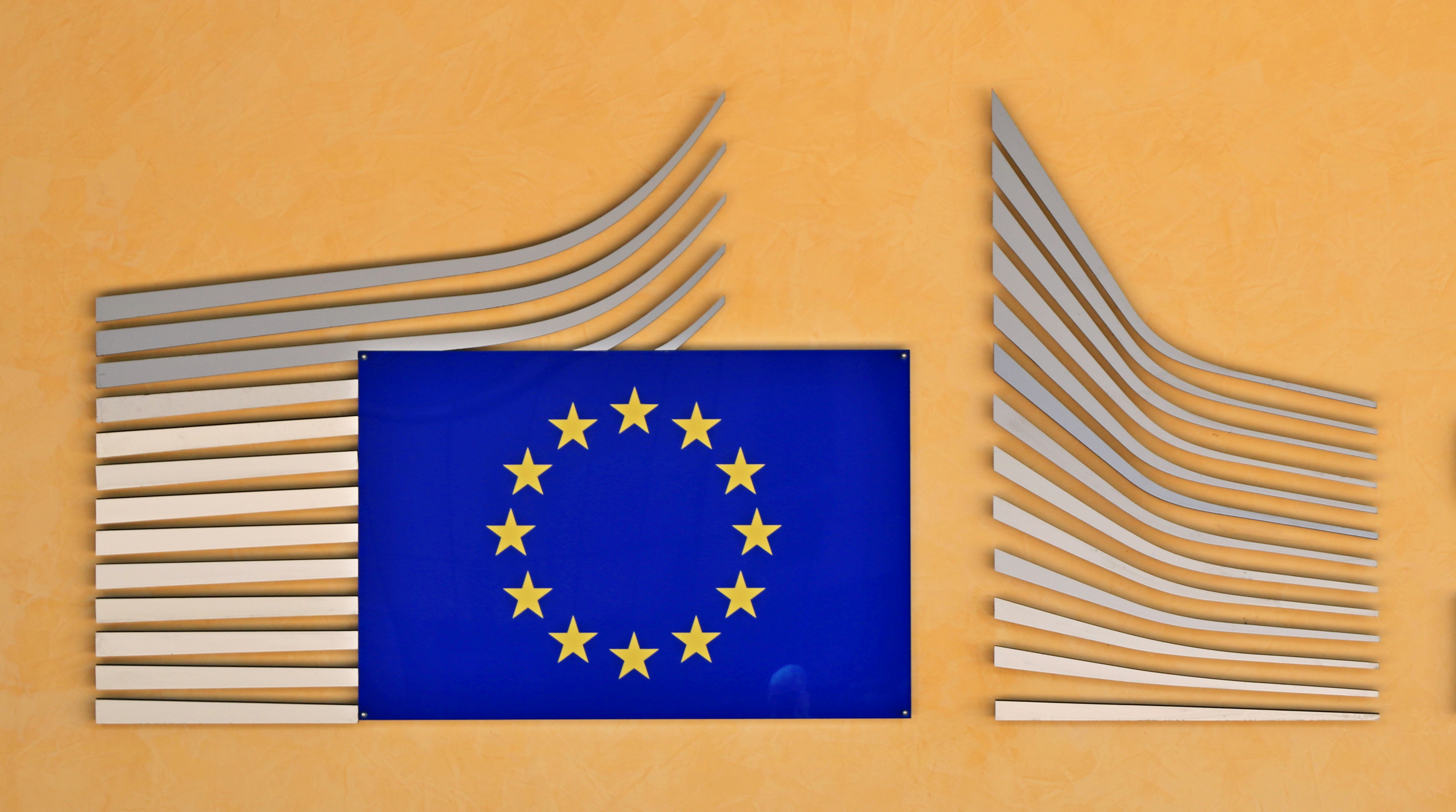
Logótipo da Comissão Europeia à entrada do Berlaymont (evocação estilizada do edifício).